# Jaca Book
Jaca Book è una casa editrice italiana con sede a Milano. Dal 2022 è di proprietà della Rusconi Libri

## Storia

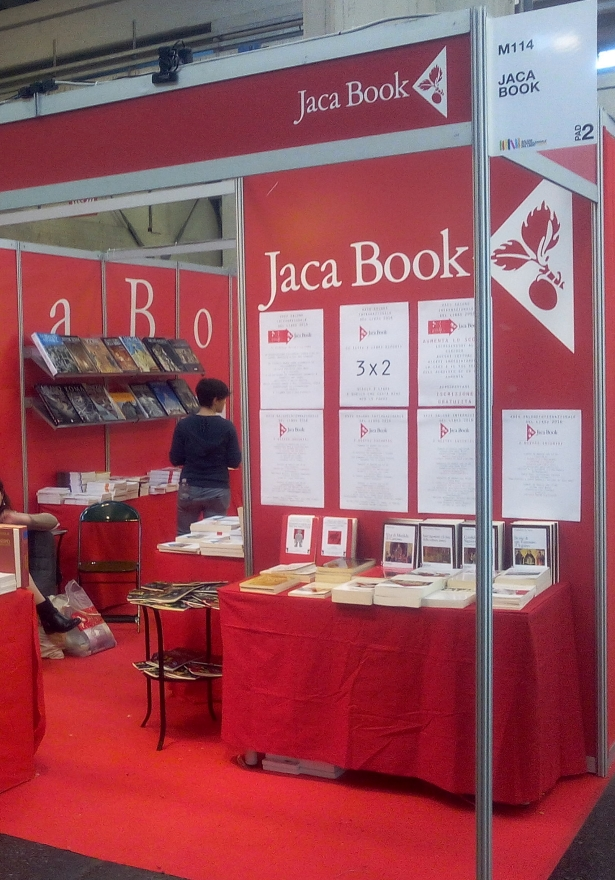
Stand dell'editore al Salone internazionale del libro 2016

La casa editrice fu costituita nel 1965 da studenti universitari milanesi e iniziò la propria attività nel 1966. Tra i suoi fondatori possono essere ricordati Sante Bagnoli, tuttora presidente della casa editrice, Maretta Campi e Paolo Mangini. Il nome deriva da una pianta: la giaca (dal portoghese jaca), cui è stato unito book ad indicare il genere di attività. Fino agli anni '80 è stata la casa editrice affiliata al movimento di Comunione e Liberazione.
Fin dai primi anni si è occupata di politica, macroeconomia, scienze umane, cristianesimo e teologia. In particolare, fra il 1966 e il 1973 ha pubblicato un numero notevole di opere di pensatori marxisti e libertari nelle collane "Saggi per una conoscenza della transizione" e "Le transizioni socialiste e libertarie". Nel 1978 avviò la pubblicazione della rivista culturale "L'Umana Avventura".
Dal 1980, col distaccamento da Comunione e Liberazione, iniziò a pubblicare anche libri di storia dell'arte, di archeologia, di architettura, in genere coeditati insieme con i principali editori delle diverse lingue. Negli stessi anni Jaca Book iniziò anche ad inserire nel proprio catalogo libri destinati ai ragazzi nei campi delle religioni, della storia e delle scienze.
Nel 2002 Jaca Book ha inaugurato la collana Patrimonio artistico italiano, che illustra e documenta le opere dei principali stili dal paleocristiano al barocco. Nello stesso anno ha ricevuto il premio Alassio Centolibri - Un editore per l'Europa.

## Attività
Jaca Book pubblica circa 4000 titoli e 2.500 autori fra i quali si trovano filosofi come Jacques Derrida (tradotto per la prima volta in italiano nel 1968), Emmanuel Lévinas, Paul Ricœur, Carlo Sini, Jean Soldini; teologi come don Luigi Giussani, il vescovo Luigi Negri, il cardinale John Henry Newman e papa Benedetto XVI, Henri de Lubac, Hans Urs von Balthasar, Inos Biffi; antropologi delle religioni come Mircea Eliade e il cardinale Julien Ries, Paleoantropologi come Yves Coppens e Fiorenzo Facchini, storici come Hubert Jedin, Jacques Heers, Giovanni Sale e pensatori come Raimon Panikkar o Pierre Teilhard de Chardin. E ancora, lo scrittore nigeriano Wole Soyinka, gli scrittori inglesi C. S. Lewis e Robert Hugh Benson, lo scrittore scozzese Bruce Marshall, il musicologo e saggista Quirino Principe.
Pubblica inoltre la versione in lingua italiana della rivista internazionale di teologia cattolica Communio.